# Stadshuset, Skellefteå

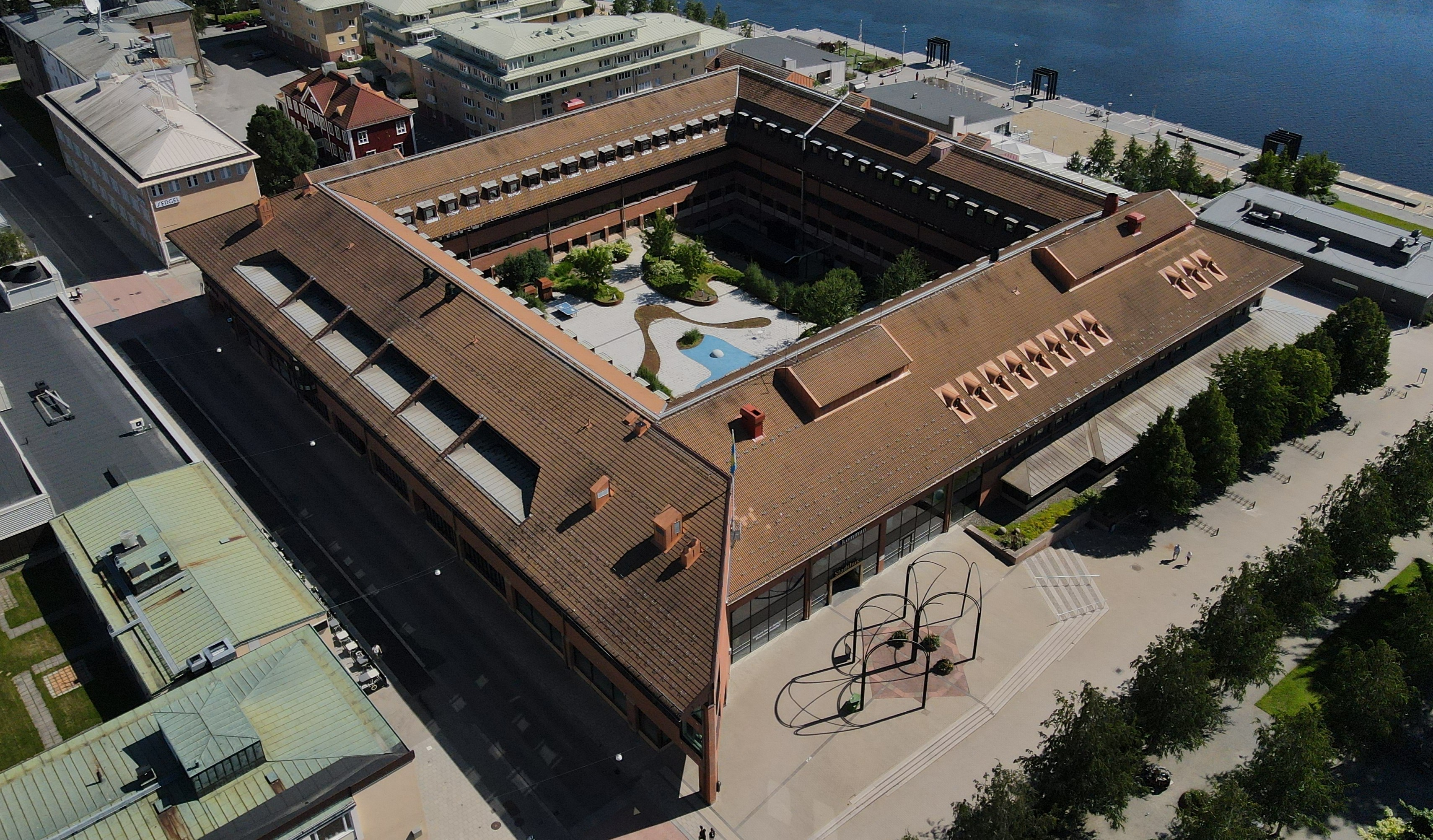
Stadshuset ovanifrån, juli 2023.

Stadshuset i Skellefteå, eller i dagligt tal Brinken, uppfördes efter ritningar av Tengboms arkitektkontor, vilka också hade ritat det förra stadshuset, och stod klart 1982. Huset upptar ett helt kvarter, kv Korpen, i centrala Skellefteå. Från början hyste byggnaden endast vissa kommunala förvaltningsverksamheter, men 1993 flyttades det kommunala styret tvärs över gatan från förra stadshuset i kvarteret Hjorten. Kommunfullmäktige sammanträder sedan 2003 i Forumsalen på Campus Skellefteå. 
Skellefteå Stadshus AB är Skellefteå kommuns koncernbolag.
Skellefteå har till dags dato haft tre stadshus.

## Skellefteås första stadshus 1863–1954 (rivet 1955)

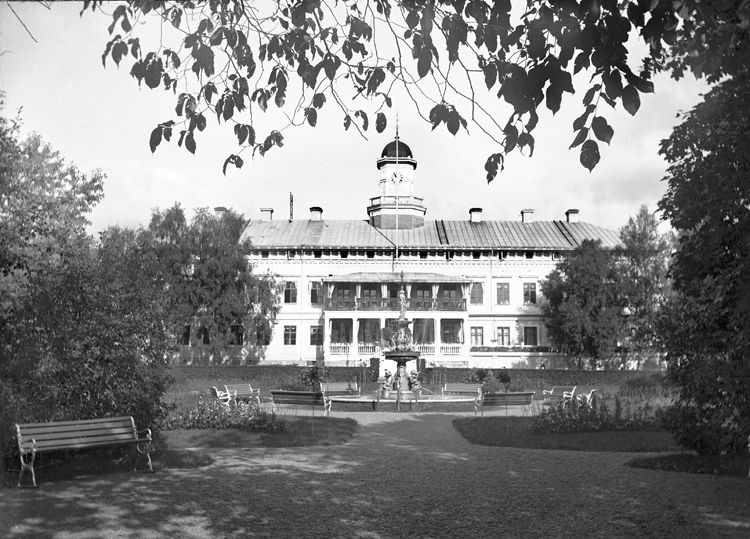
Första stadshuset, före 1953.

Skellefteås första stadshus låg i kvarteret Hjorten och var en pampig timmerbyggnad som med sina på 15 x 48 meter och 19 fönsteraxlar och två våningar förmodligen var det största timmerhus som byggts i Norden. De första skisserna gjordes av sjökaptenen och byggmästaren Nikanor Sandström och byggritningarna av byggmästaren Wilhelm Essen. Förutom magistrat, rådhusrätt, allmänna rådstugan och stadskommunens förvaltning (landskommunen saknade i praktiken lokaler) inrymdes även Stadshotellets restaurang. 
Sju år efter invigningen 1863 fick man råd att klä in huset i klassicerande gråvitmålad brädpanel och byggnaden framstod på så sätt som "arkitektoniskt stilfull". År 1885 blev huset än mer rådhuslikt, då taket fick en takryttare, komplett med tornur.. Stadshuset uppfördes när staden hade 300-400 invånare, och blev snart trång; 1934 anmälde drätselkammaren till stadsfullmäktige att man hade för avsikt att utlysa en pristävling om ett nytt stadshus. När träbyggnaden revs under 1950-talets nationella rivningsepok, så väckte det kraftiga protester. Som exempel på trångboddheten kan nämnas den nyckelstrid som blossade upp 1953 mellan borgmästaren och stadsfullmäktige och som fick H.-K. Rönblom att i en ledare i Aftonbladet konstatera att "..trångboddhet skapar ibland lägen som sunda förnuftet inte genast rår på. Över hela konflikten krings stadens nycklar vilar ett skimmer av grönköpingsmässighet. Men skillnaden mellan Skellefteå och Grönköping är framförallt den, att sistnämnda ort är en träkåksidyll, som försöker verka storstad, medan Skellefteå är en storstad som tvingas tränga in sin styrelse i en träkåksidyll."

## Skellefteås andra stadshus 1954–1993

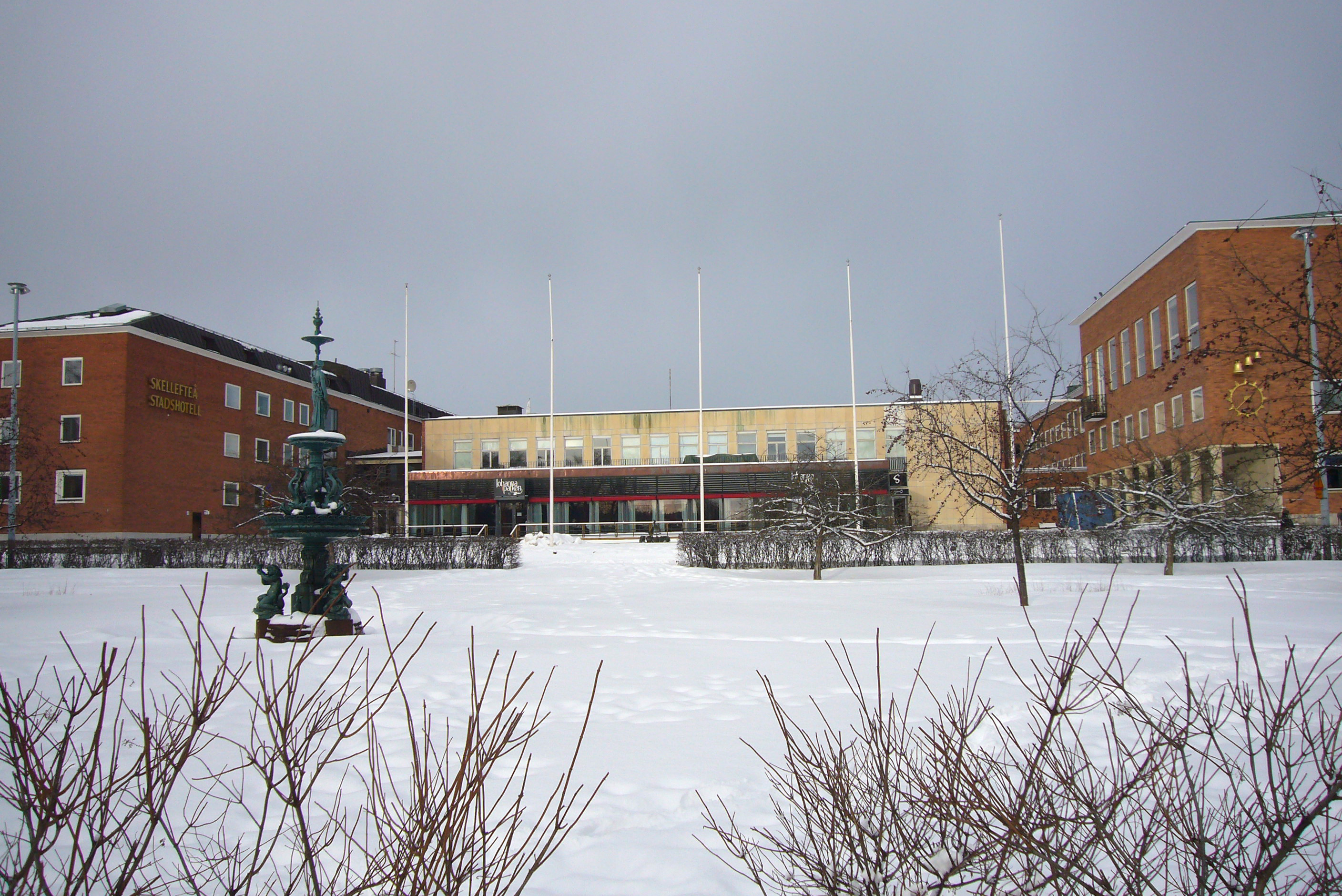
Andra stadshuset, 1953–1993.

Det nya stadshuset i kv Hjorten ritades av Tengboms arkitektkontor under tiden 1932 till 1952, med konkurrens av såväl världskrig som andra kommunala byggprojekt. Första stadshusets bredd avtecknar sig ännu som torgytan framför och mellan den tegelbyggnad som 1952 ritades av arkitekterna Ivar och Anders Tengbom, och som ärvde dess funktioner. Huset är ett mycket medvetet utformat och väl sammanhållet exempel på efterkrigsfunktionalism, med ett enkelt och rent formspråk där detaljer och materialval är viktiga. Med sin utformning och sin strama tegelarkitektur, kvaliteten i detaljerna och de konstnärliga utsmyckningarna är huset kanske fortfarande stadens främsta symbolbyggnad. En symbol för ett nytt och modernt Skellefteå med framtidstro och självkänsla i en tid när industrin gick på högvarv. Stadshusflygeln i Hjorten rymmer idag vissa kommunala verksamheter och turistbyrå (ingång från Guldtorget). 
År 1974 fick tredje generationen Tengbom, Svante Tengbom i uppgift att rita en tillbyggnad av och ny entré till stadshuset i kv Hjortens norra del, och den så kallade "Asako-baracken" revs därmed. På så sätt bands stadshotellet och stadshuset samman. Längs Nygatan finns även ett antal butiker. Där förvaltningshuset Hjorten ligger idag (längs Trädgårdsgatan), låg på första stadshusets tid en krog vid namn Fähunden.
Stadshotellet, Statt, finns ännu kvar och har också rymt nattklubben Station 8 och krogen Johanna i parken, med utsikt över konstverket med samma namn i stadsparken. 
Hösten 2010 beslöt fullmäktige att sälja hotell- och restaurangdelen till hotellentreprenören Hilding Holmqvist och 2011 gavs bygglov till en tillbyggnad i 3,5 våningar.

## Skellefteås tredje stadshus 1993—idag (byggt 1982)

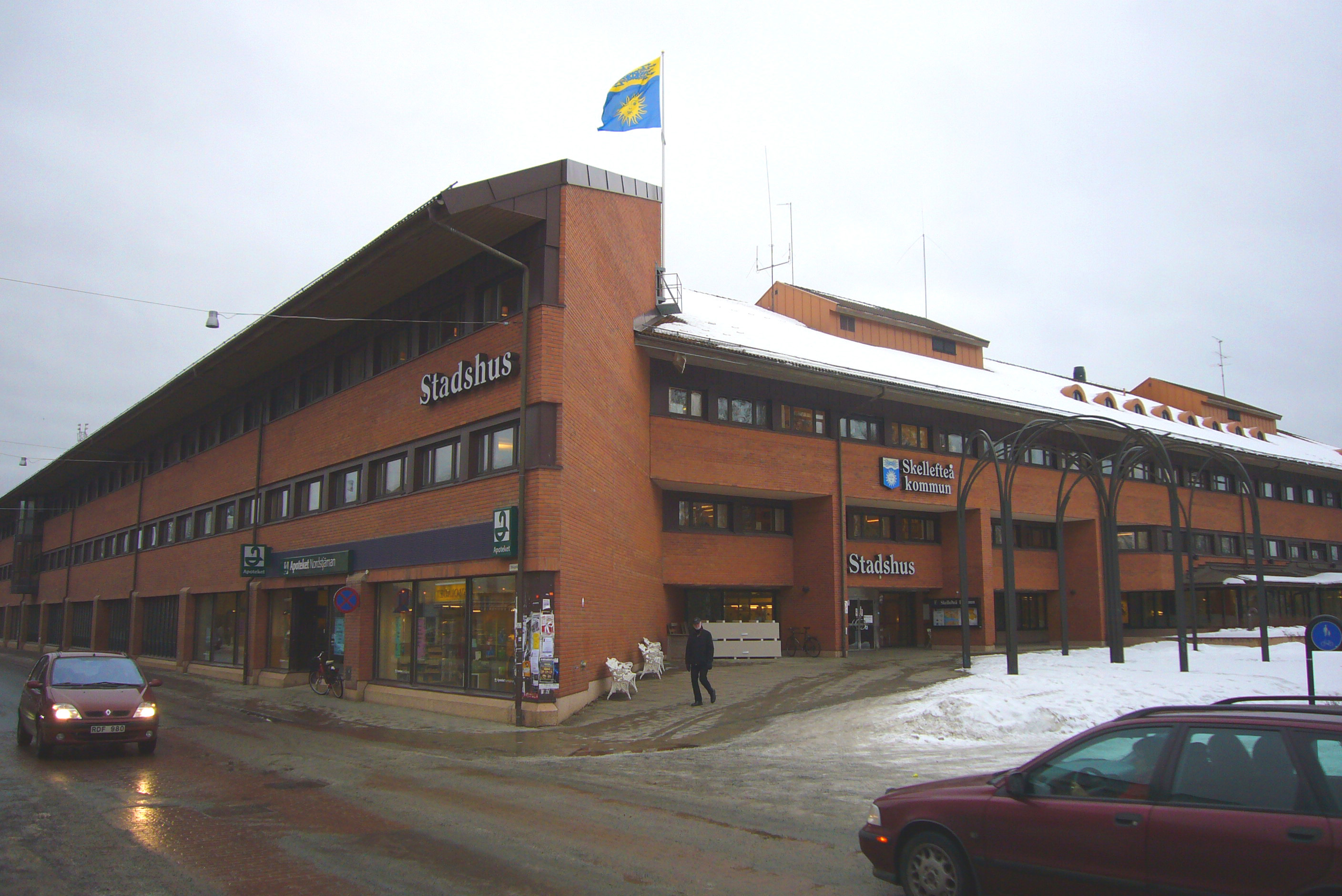
Nuvarande stadshuset, sedan 1993.

Nuvarande Stadshuset i kv Korpen snett mittemot Hjorten stod färdigt 1982 och är även det ritat av Tengboms arkitektkontor, genom Svante Tengbom och Stefan Salomon. Kommunstyrelsen hade 1977 uppdragit åt sitt fastighetsbolag Asako AB att uppföra kontorshus i kvarteret. Asako hade då låtit fyra arkitektfirmor utforma var sin idélösning. Vid genomgång av förslagen fann man att samtliga, med undantag för förslag B, höll sig inom de tre våningar som stadsplanen från 1919 föreskrev och att någon ny plan inte krävdes. Valet föll på förslag D av Tengboms, och beslutet togs slutligen av KF 25 jan 1979. I tjänsteskrivelsen beskrevs förslag D som följer:
En elegant och samlad lösning kring en vacker gårdsbildning. Entrén ligger i god kontakt med Stadshuset och apotekslokalen har ett attraktivt läge. Anläggningen ger goda kontakter även fysiskt med strandpartiet och parken. Förslaget visar en genomtänkt och flexibel kontorsrumslösning. Garageutrymmena är lättorienterade och bekväma. Fasaderna kan bli vackra men ger i föreligande redovisning ett något tungt intryck i synnerhet mot Strandgatan. Även den föreslagna takbeläggningen av tegel förefaller något tveksam.
De inskickade namnförslagen var många, som exempelvis Lorentzborg, men namnkommittén beslöt sig slutligen för Brinken. Brinken beräknades vara klart hösten 1992, men redan nyåret 1986/1987 kunde det tas i anspråk. Brinken blev stadshus 1993, när man lade kommunstyret dit.

## Andra stadshus och kommunalhus i Skellefteå
Då dagens Skellefteå kommun består av sju tidigare kommuner, finns det fler kommunala huvudbyggnader kvar ute i kommundelarna Bureå, Byske, Jörn, Burträsk och Lövånger. Samt den mest prominenta; Skellefteå landskommuns stadshus, strax utanför dagens Skellefteå centrum,  numer en del av Västerbottensteatern. Landskommunens vapen är ännu synligt i blyglasfönstret.

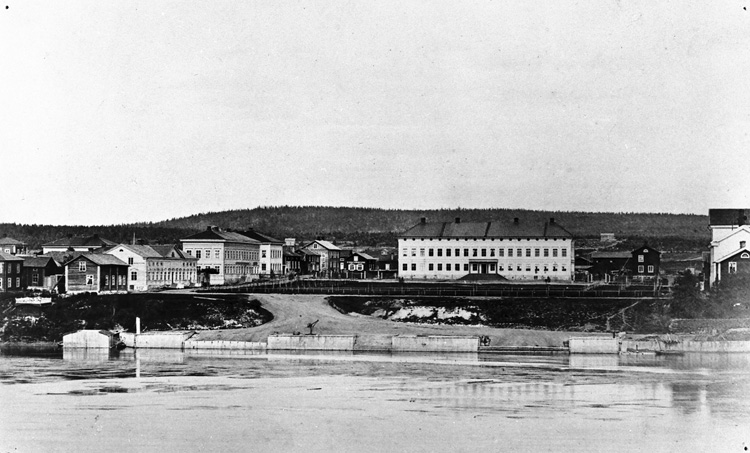
Skellefteå 1870 med stadshuset i mitten.
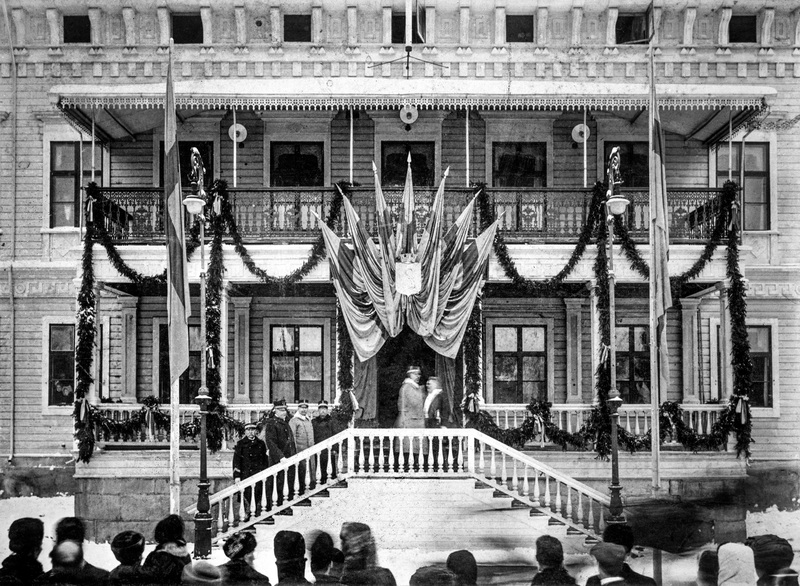
Stadshusets trappa i Skellefteå med kung Gustaf V och borgmästare Carl Öqvist, år 1912.
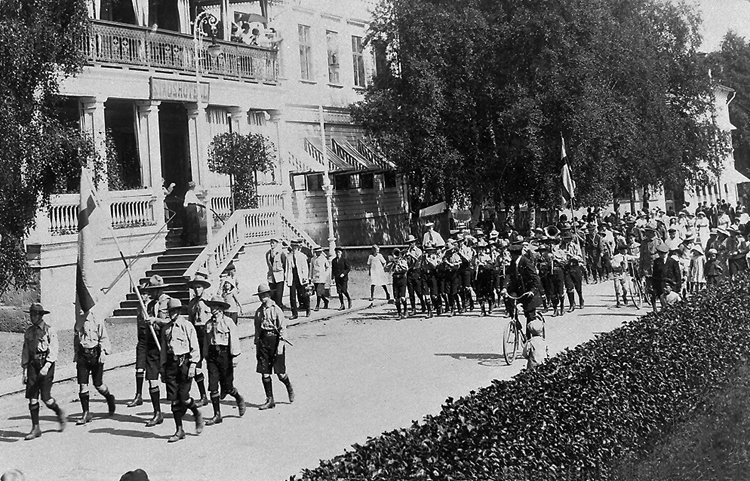
KFUM scout-parad vid Stadshotellet i Skellefteå, år 1916.
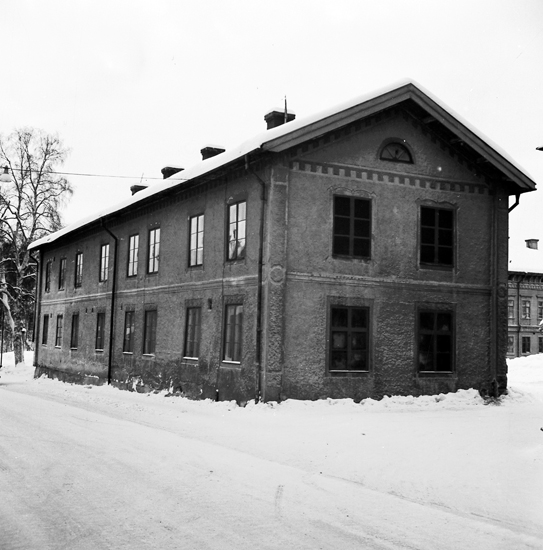
Fd. krogen Fähunden i flygel till första stadshuset, bilden tagen år 1953.
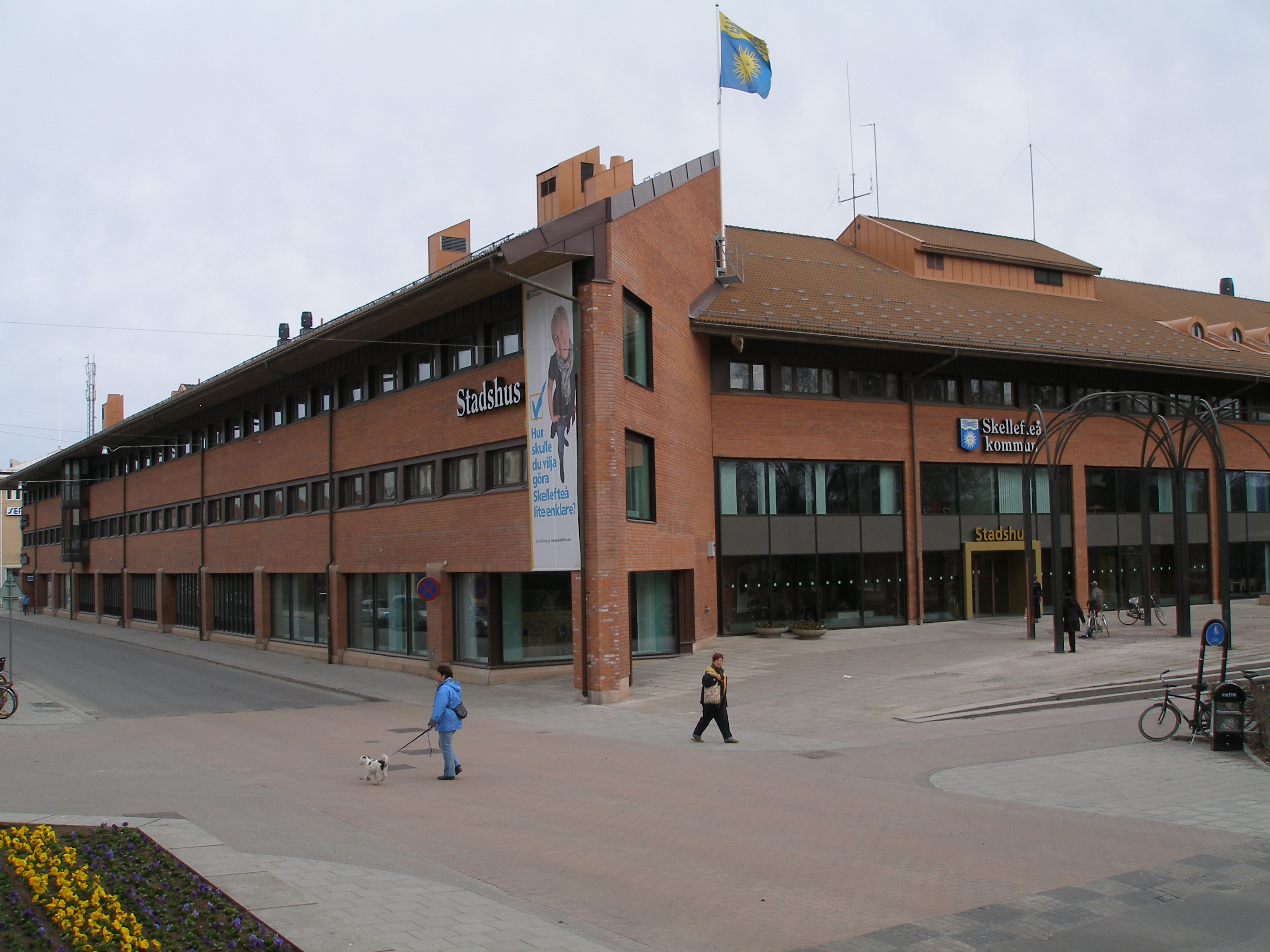
Stadshuset efter ombyggnad, år 2008.
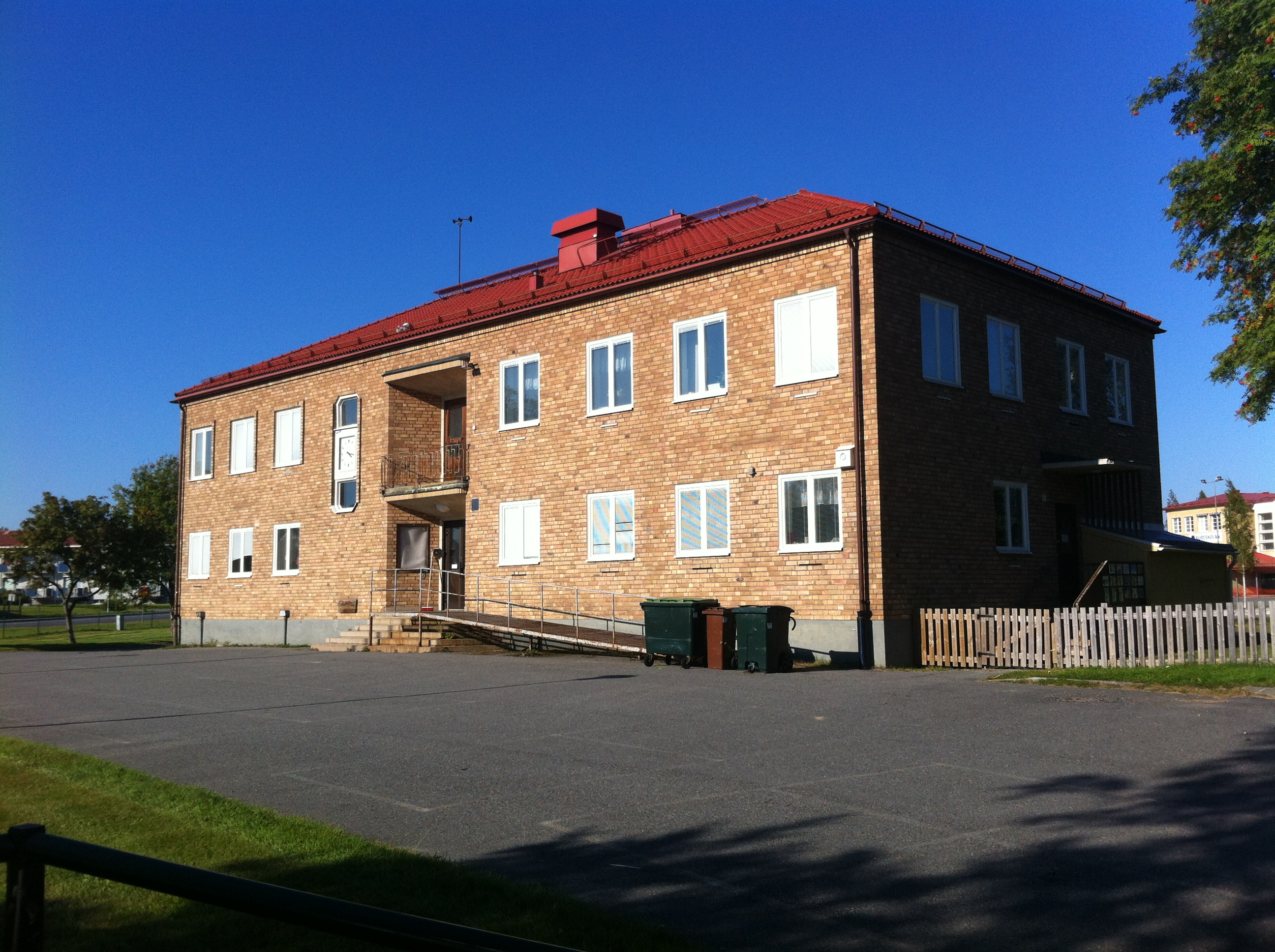
Kommunalhuset i Bureå kommun (till 1967). Huset togs i bruk 1951, bilden tagen år 2015.
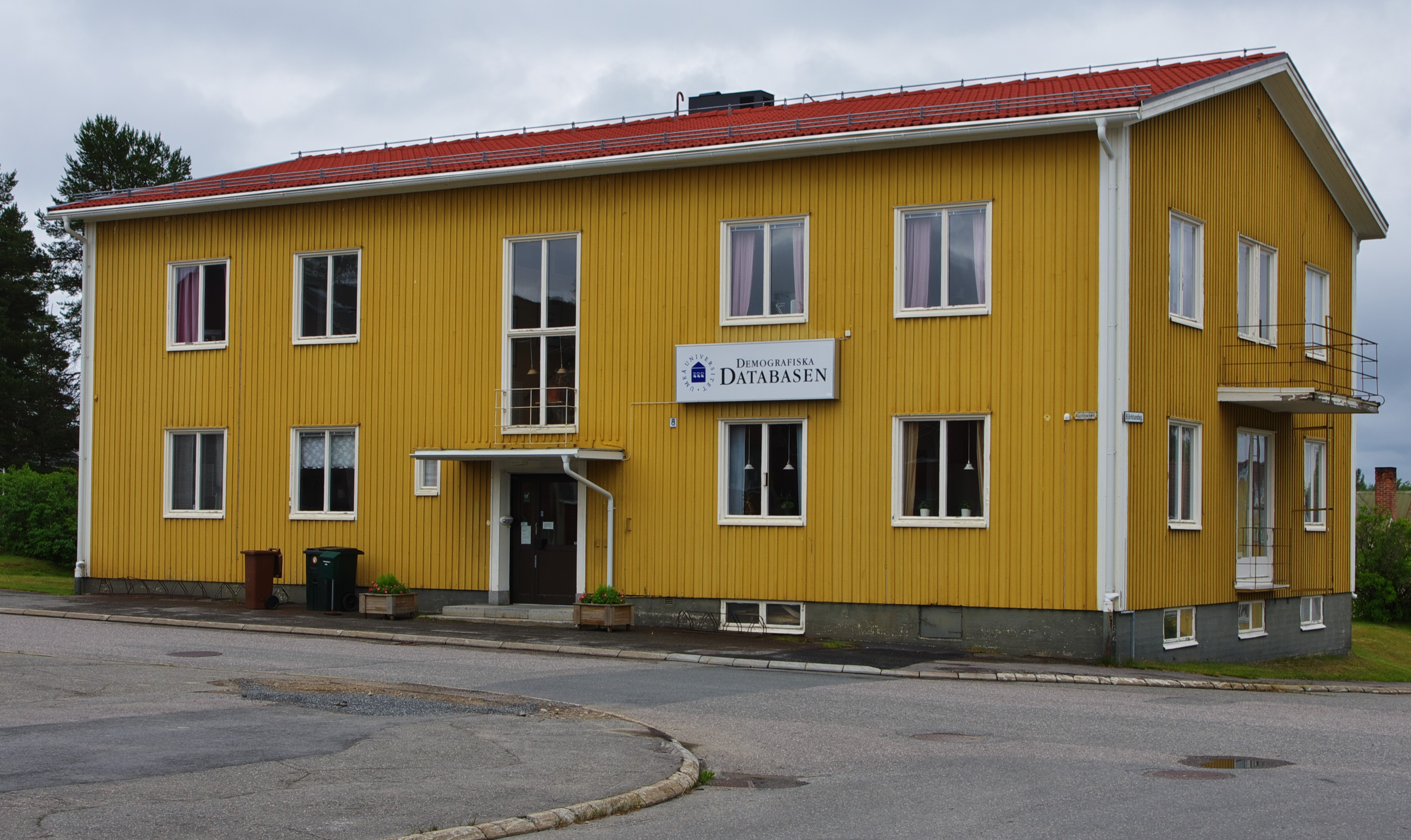
Kommunalhuset i Jörns landskommun (till 1967). Idag kontor för Demografiska databasen.
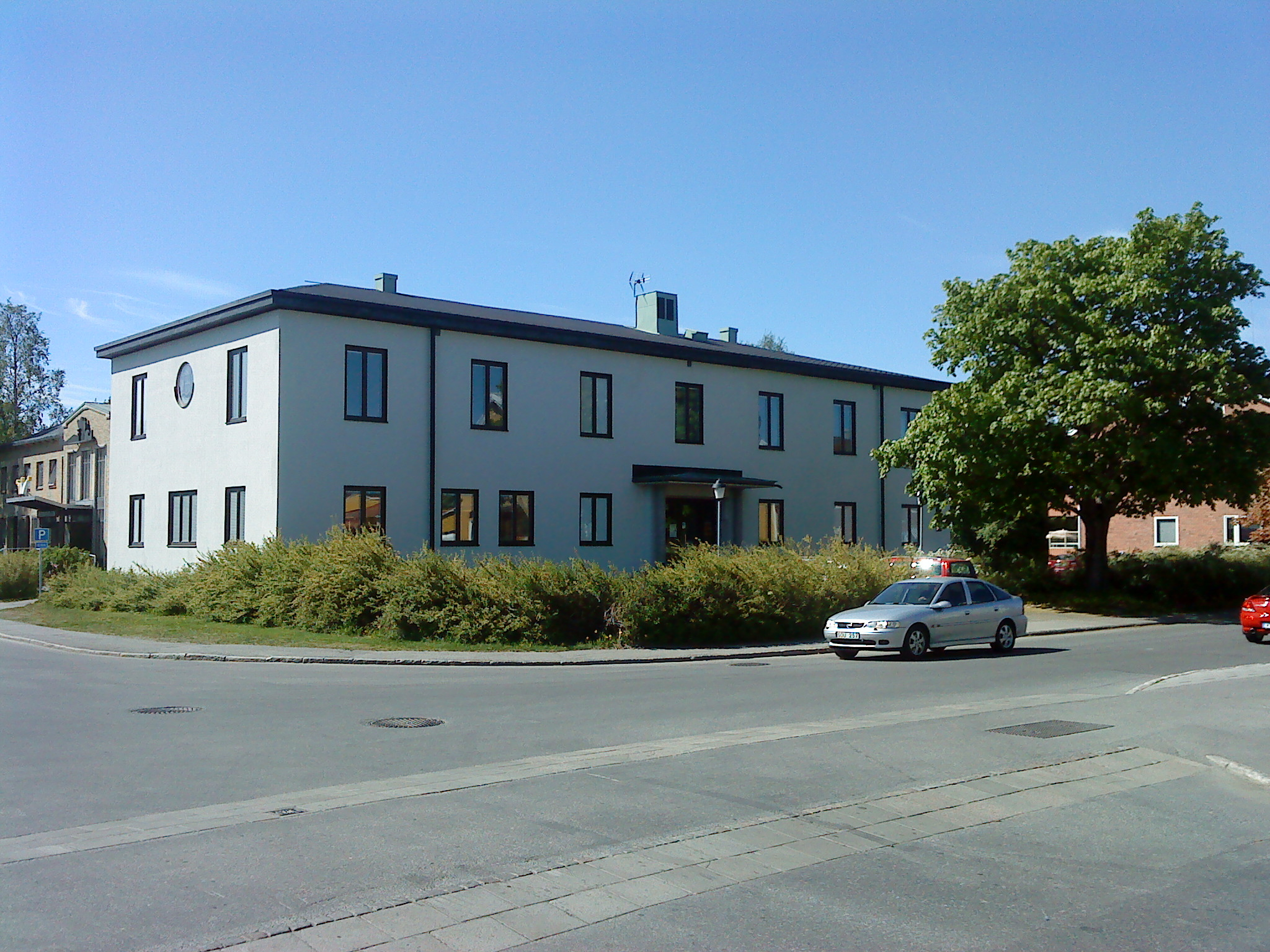
Kommunalhus för Skellefteå landskommun (till 1967). Idag säte för Västerbottensteatern.
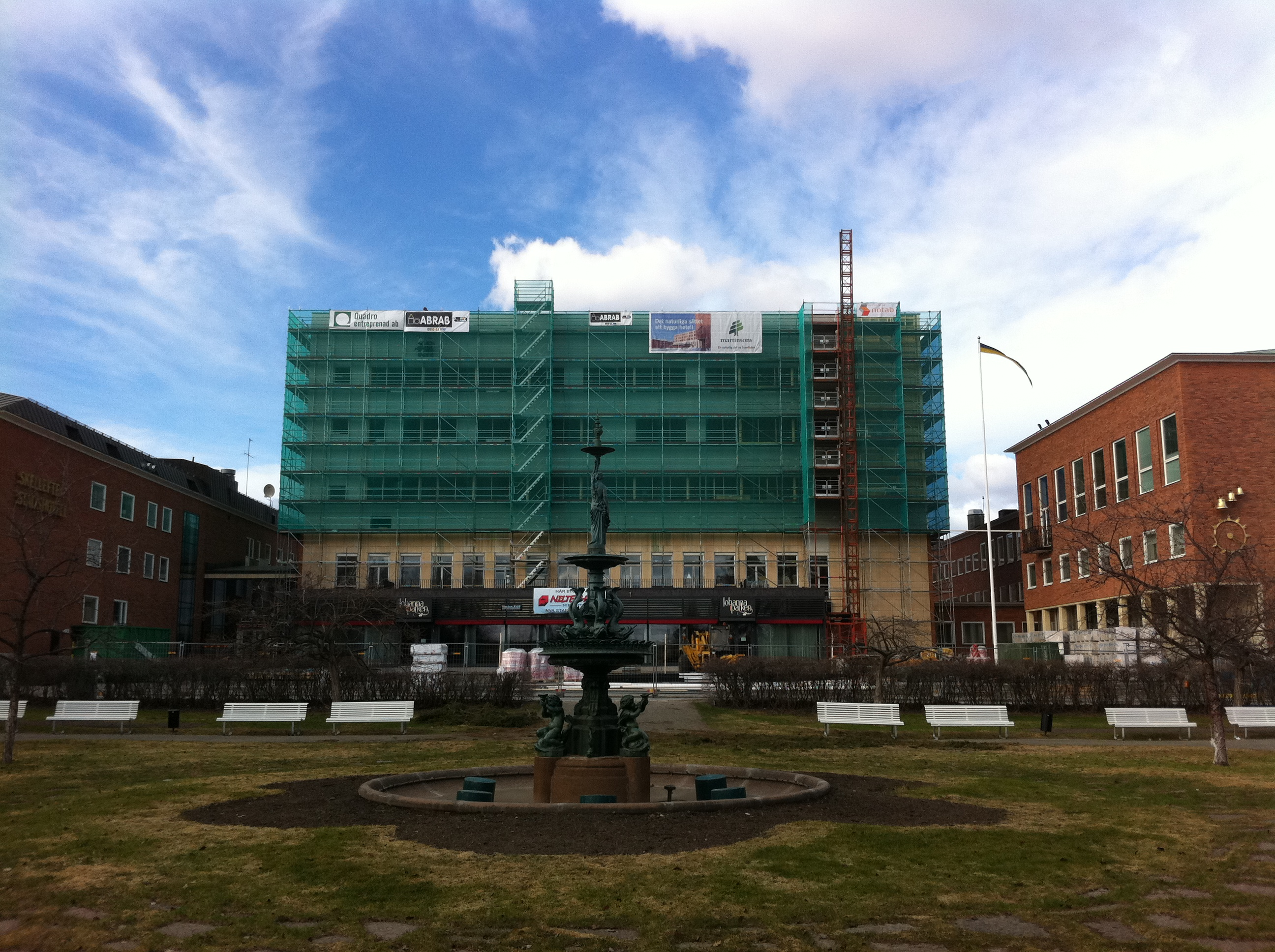
Stadshotellet under ombyggnad 2011.
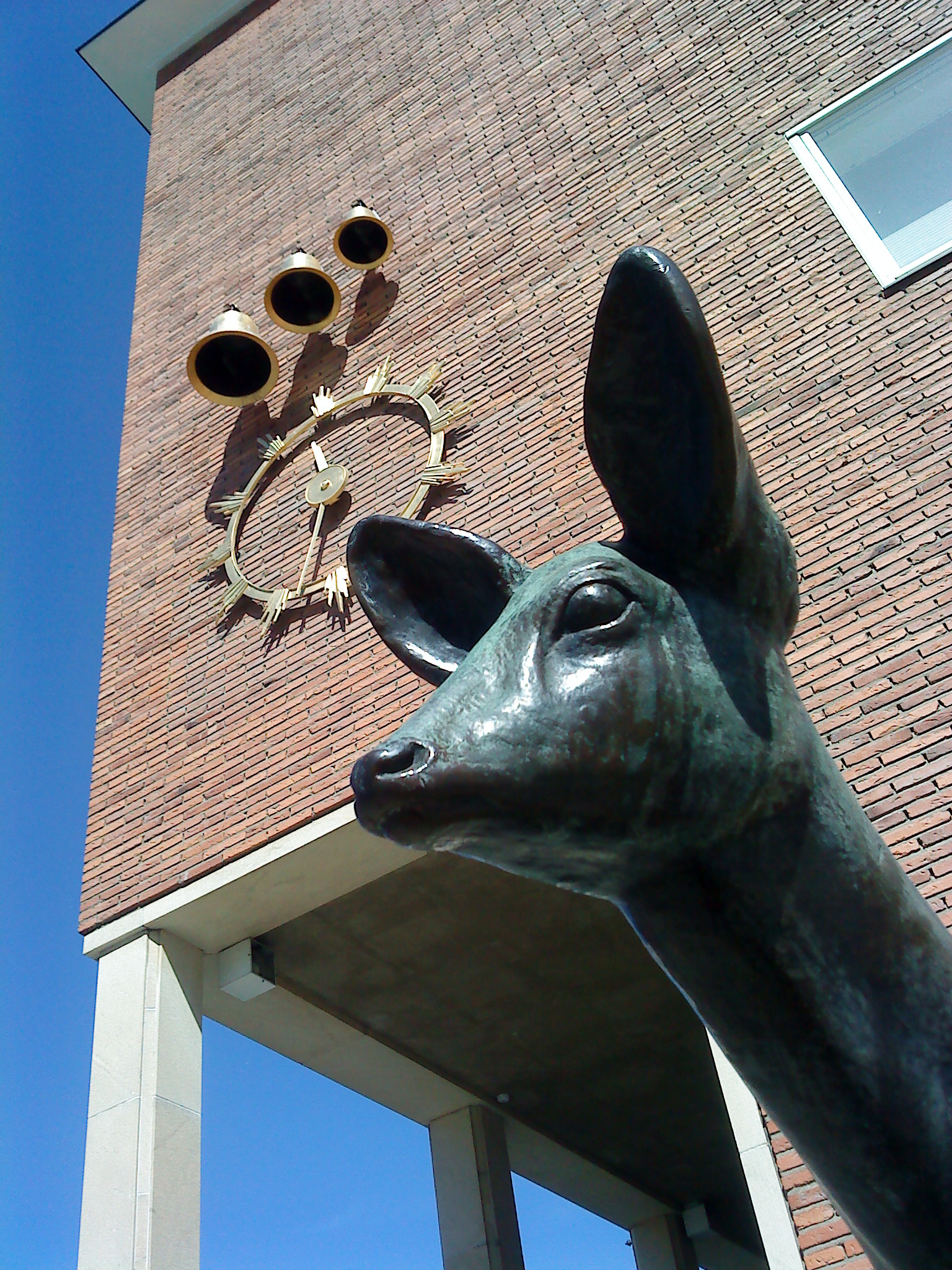
Arvid Knöppels skulptur Rådjuret från 1956.